# Evoxine
Evoxine (haploperine) là một alkaloid furoquinoline với tác dụng thôi miên và an thần. Nó được tìm thấy tự nhiên trong nhiều loại thực vật của Úc và châu Phi bao gồm Evodia xanthoxyloides  và Teclea gerrardii.